# ペーター・ヘンゼル

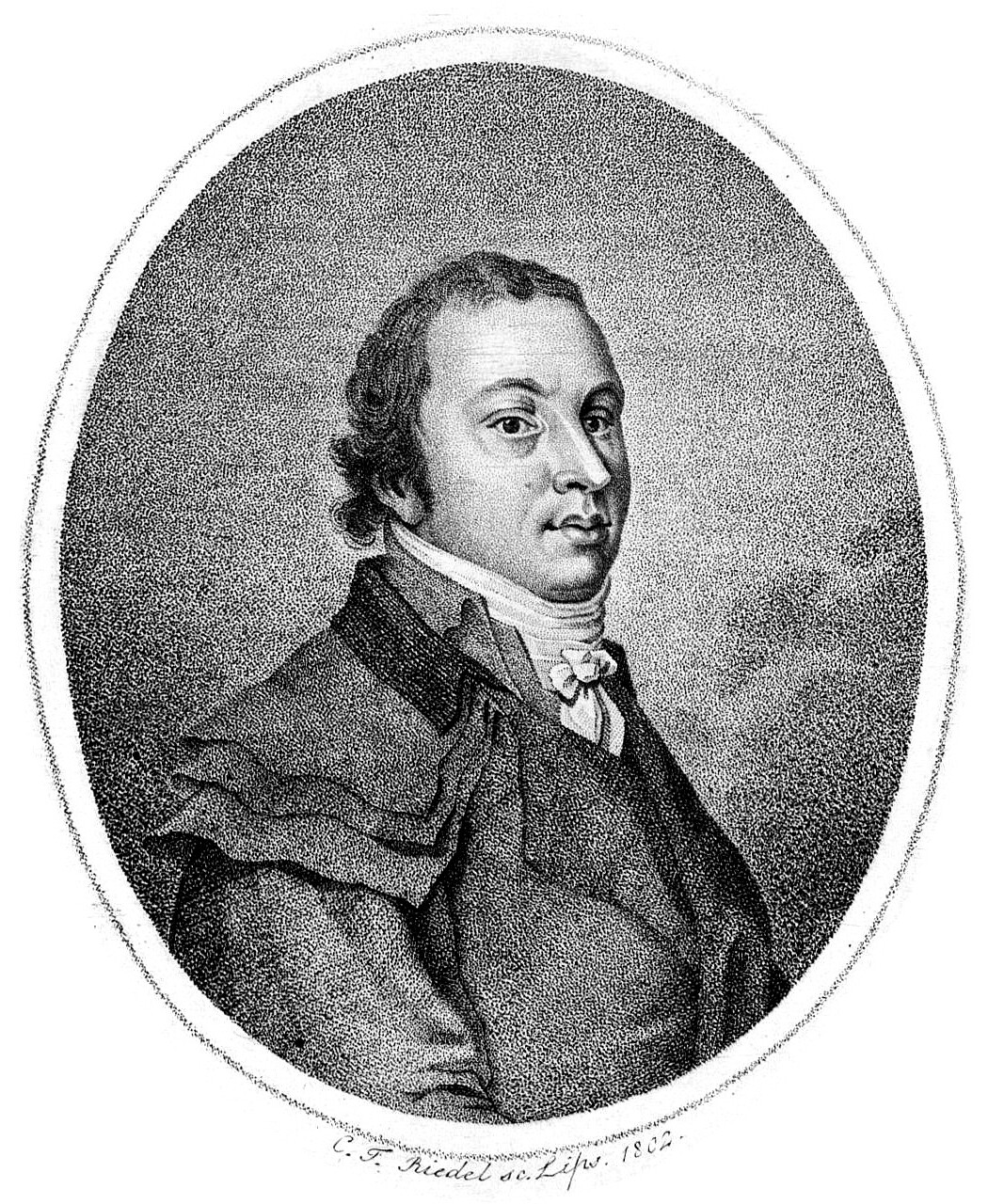
画家カール・フリードリヒ・リーデルによる肖像画

ペーター・ヘンゼル（Peter Hänsel、1770年11月29日シレジア生 - 1831年9月18日ウィーン没）はドイツ系オーストリア人作曲家。古典派の作曲家であり、専ら室内楽曲を作曲した。今日ではフランツ・ヨーゼフ・ハイドンやヴォルフガング・アマデウス・モーツァルトの弦楽四重奏曲の流れを汲む代表的な継承者として知られているほか、ウィーン古典派にフランスとポーランドの影響を与えた人物として記憶されており、ドイツ、フランス、ポーランドの架け橋として活動した。
同時代に生きたルートヴィヒ・ヴァン・ベートーヴェン（1770年 - 1827年）と同じく、ヘンゼルもまたハイドンに作曲を学んだ。61歳を迎える直前、ウィーンで没した。

## 生涯・作品
1787年にワルシャワで叔父から音楽の薫陶を受けた後、ペーター・ヘンゼルはロシアに移り、サンクトペテルブルクにて当時ジュゼッペ・サルティが率いる軍人グリゴリー・アレクサンドロヴィチ・ポチョムキンのオーケストラに入団した。1788年には雇用契約の満期を迎えたため、ヘンゼルはワルシャワに戻った。1791年、ウィーンにてイザベラ・ルボミルスカ王女の宮廷楽団のコンサートマスターに就任、1796年まで固定給で雇われた。1802年にはハイドンから教えを受けたことから、生涯に亘って比較的保守的な作風を貫き通すこととなる。ハイドンに支持した後、ヘンゼルは1802年から1803年までパリで過ごした。その後、ウィーンに戻った。
ヘンゼルは生涯で58の弦楽四重奏国、6つの弦楽三重奏曲、4つの五重奏曲、3つのフルートとクラリネットとの三重奏曲、9つのバイオリン二重奏曲を作曲した。その他、変奏曲、ポロネーズ、ロンド、行進曲のほか、鍵盤楽器と弦楽のための作品を多数残した。